# كارولين كينغ
كارولين كينغ (بالإنجليزية: Carolyn King)‏ هي لاعبة كرة قاعدة أمريكية، ولدت في 1961.